# Mario Capanna
Mario Capanna (ur. 10 stycznia 1945 w Città di Castello) – włoski polityk i pisarz, deputowany krajowy, poseł do Parlamentu Europejskiego I kadencji, były lider Demokracji Proletariatu.

## Życiorys
Urodził się w rodzinie robotniczej jako czwarte z pięciorga dzieci Luigii Paci i Giuseppe Capanny. W wieku 6 lat stracił ojca. W latach 1963–1967 studiował filozofię na Katolickim Uniwersytecie Najświętszego Serca w Mediolanie, jednak został wydalony z uczelni na krótko przed obroną pracy magisterskiej. Następnie ukończył ten kierunek na Uniwersytecie Mediolańskim. W marcu 1968 był jednym z liderów skrajnie lewicowych protestów studenckich w Mediolanie, został założycielem Movimento Studentesco (ruchu studenckiego aktywnego w latach 1968–1976). W 1969 uczestniczył w zamieszkach z udziałem skrajnej prawicy podczas pogrzebu policjanta Antonio Annarummy, podczas których został pobity, a także był prowodyrem kilkugodzinnego uwięzienia wykładowcy Pietro Trimarchiego. W związku z ostatnim wydarzeniem skazany na 11 miesięcy więzienia. Od końca lat 80. zajął się pisarstwem, publikując łącznie kilkanaście książek głównie na tematy polityczne. Działał także jako aktywista pacyfistyczny i ekologiczny.
W 1976 wstąpił do Partii Jedności Proletariatu, po rozłamie wewnątrz niej w 1978 przeszedł do Demokracji Proletariatu. W tym ugrupowaniu pełnił funkcję koordynatora (1982–1984) i sekretarza generalnego (1984–1987). Należał do rady regionu Lombardia (1975–1980) i rady miejskiej w Mediolanie (1980). W 1979 wybrany posłem do Parlamentu Europejskiego jako jedyny przedstawiciel swojego ugrupowania. Przystąpił do Technicznej Grupy Niezależnych. W latach 1983–1992 zasiadał w Izbie Deputowanych IX i X kadencji, a od 1987 do 1992 w Zgromadzeniu Parlamentarnym Rady Europy. W 1989 dołączył do nowo powołanego ruchu Verdi Arcobaleno (Tęczowi Zieloni), przekształconego w 1990 w Federację Zielonych. W kolejnych latach pozostawał bez afiliacji partyjnej, ubiegał się m.in. o fotel burmistrza rodzinnego miasta. Od lat 90. zaangażowany także w ruch sprzeciwiający się organizmom zmodyfikowanym genetycznie, został założycielem Fondazione dei Diritti Genetici. Jego działalność w tym zakresie była krytykowana jako antynaukowa i nierzetelna. Od 2011 do 2014 zasiadał w Corecom regionu Umbria, lokalnym organie nadzorującym sektor komunikacji.
Był żonaty z Patrizią Arnaboldi, parlamentarzystką Demokracji Proletariatu, małżeństwo zakończyło się rozwodem.